# Goniodiscaster scaber
Goniodiscaster scaber is een zeester uit de familie Oreasteridae. De wetenschappelijke naam van de soort werd in 1859 gepubliceerd door Karl August Möbius.

## Synoniemen
- Goniaster articulatus Lutken, 1864[2]